# 大明天下
《大明天下》（英語：Ming Dynasty），又名《天下》，以明朝天启皇帝的统治时期为背景拍攝製作的古装电视剧，由吴子牛导演，主演王亚楠、宋佳、王绘春、蒋欣、陶泽如、聂远、杜志国、万弘杰、饶敏莉、宗峰岩、邢宇飞、黑子。2007年12月在广州电视台首播。
　　

## 演员表
- 王亚楠 饰 明熹宗（配音：张震）
- 宋佳 饰 客巴巴
- 王绘春 饰 魏忠贤
- 蒋欣 饰 慕容秋（配音：季冠霖）
- 陶泽如 饰 王磷光（配音：宣晓鸣）
- 聂远 饰 沐云州（配音：姜广涛）
- 杜志国 饰 杨琏（配音：陆建艺）
- 万弘杰 饰 钱嘉义（配音：陈浩）
- 饶敏莉 饰 余倩儿（配音：李世榮）
- 宗峰岩 饰 信王（配音：金永钢）
- 邢宇飞 饰 皇后张嫣（配音：李世榮）
- 黑子 饰 罗云鹏（配音：陆揆）
- 席与立 饰 信王妃周氏（配音：金雁）
- 陈凯 饰 武大进（配音：张磊）
- 张晋 饰 武二进（配音：姜广涛）
- 姚笛 饰 小红（配音：纪元）
- 马浴柯 饰 周纪元（配音：田波）
- 高田昊 饰 崔呈秀（配音：齐杰）
- 董子武 饰 瑞王（配音：齐杰）
- 陆揆 饰 惠王
- 王佳宁 饰 柳全江
- 国永振 饰 许显纯（配音：姜广涛）
- 舒砚 饰 杨贵妃（配音：纪元）
- 刘冬 饰 卢庆达
- 方野 饰 顾宏涛
- 何思融 饰 郑王妃
- 郑建凡 饰 齐文林
- 王家赫 饰 客光先
- 王正佳 饰 田尔耕
- 杨洪涛 饰 王体乾
- 吴钰瑾 饰 妙云师太

## 外部連結
- 大明天下（页面存档备份，存于） 新浪网